# Thelocarpon pallidum
Thelocarpon pallidum är en lavart som beskrevs av G. Salisb. Thelocarpon pallidum ingår i släktet Thelocarpon och familjen Thelocarpaceae.   Inga underarter finns listade i Catalogue of Life.